# Lilia Aragón
Lilia Isabel Aragón del Rivero (Cuautla, Morelos, 22 de septiembre de 1938 - Cuernavaca, Morelos, 2 de agosto de 2021) fue una política y actriz mexicana.

## Biografía
Después de su divorcio se casó con el editor Guillermo Mendizábal con quien procreó a su cuarto hijo, Pablo, pero el matrimonio también fracasó. Colaboró entonces como guionista de historietas en varias de las publicaciones de Editorial Posada, como Duda (1971) y Profesor Planeta (1974).
Fue abuela de cinco nietos. Trabajó en la de Secretaria General de la ANDA.
Falleció el 2 de agosto de 2021 en Cuernavaca a sus 82 años, a raíz de una cirugía intestinal.

## Filmografía

### Telenovelas
- Vencer el miedo (2020) - Abuela de Omar
- Por amar sin ley (2019) - Gabriela de Valero
- Mujeres de negro (2016) - Catalina Suárez Vda. de Lombardo
- Simplemente María (2015) - Constanza Villarnau Vda. de Montesinos
- Hasta el fin del mundo (2014) - Yuba
- Amores verdaderos  (2012-2013) - Odette Ruiz Vda. de Longoria
- La esposa virgen (2005) - Aurelia Betancourt Vda. de Ortiz
- Rubí (2004) - Nora de Navarro
- Abrázame muy fuerte (2000-2001) - Efigenia de la Cruz y Fereira
- María Isabel (1997-1998) - Rosaura Vda. de Mendiola
- Pueblo chico, infierno grande (1997) - La Tapanca
- La sombra del otro (1996) - Marina Morales
- Más allá del puente (1993-1994) - Ofelia Villalba Vda. de Fuentes
- De frente al sol (1992) - Ofelia Villalba Vda. de Fuentes
- Cuando llega el amor (1990) - Helena Ríos / Hellen Rivers
- Morir para vivir (1989) - Greta
- La casa al final de la calle (1989) - Iris Carrillo
- Cuna de lobos (1986-1987) - Rosalía Mendoza
- La pasión de Isabela (1984-1985)
- Un solo corazón (1983-1984) - Graciela
- Déjame vivir (1982) - Dalia
- Una limosna de amor (1981-1982) - Ángela
- J.J. Juez (1979-1980) - Gilda
- Rosalía (1978-1979) - Hortensia
- Donde termina el camino (1978) - María Teresa de Alconero
- Los bandidos del río frío (1976) - Severa
- Ven conmigo (1975-1976)
- Las fieras (1972) - Gina
- Mis tres amores (1971-1972) - Arlette
- Angelitos negros (1970) - Jova
- El mariachi (1970)

### Programas
- Esta historia me suena (2019-2020)[3][4]
- Como dice el dicho (2012-2014) - Amelia / Ofelia / Angela
- Adictos (2009-2012) - Ramona
- Mujeres asesinas (2008) - Doña Pilar
- La rosa de Guadalupe (2008) - Augusta / Matilde
- ¿Qué nos pasa? (1998)

### Cine
- Morgana (2012) - Tía Carolina
- La cama (2012) - Milagros
- Chabela querida (2011) - Dolores
- Sin sentido (2002) - Carlota Elizarrarás
- Dos gallos de oro (2002)
- En las manos de Dios (1996)
- La insaciable (1992)
- Ángel de fuego (1992) - Refugio
- Ciudad sin ley (1990)
- Crimen imposible (1990)
- A garrote limpio (1989)
- Moon spell (1987)
- La divina Lola (1984)
- Veneno para las hadas (1984) - Mamá de Flavia (voz)
- Tepito sí (1982)
- La Guera Rodríguez (1978)
- La mujer perfecta (1977)
- El Rey (1975) - Melchorita
- Payo (1974)
- El jardín de la Tía Isabel (1972)
- Alguien nos quiere matar (1969) - Friné
- Mictlan o la casa de los que ya no son (1969)
- Los recuerdos del porvenir (1964)

### Teatro
- Las viejas vienen marchando
- Los monólogos de la vagina
- Muerte sin fin
- Examen de maridos
- Divinas palabras
- Los argonautas
- Juego de reinas
- El ritual de la salamandra
- Nube nueve
- Machos
- La casa de Bernarda Alba
- Bodas de sangre

## Premios y nominaciones

### Premios TVyNovelas
| Año  | Categoría               | Telenovela       | Resultado |
| ---- | ----------------------- | ---------------- | --------- |
| 2006 | Mejor actriz antagónica | La esposa virgen | Nominada  |
| 1987 | Mejor actriz antagónica | Cuna de lobos    | Nominada  |

### Cámara Nacional de la Mujer
| Año  | Trayectoria             | Resultado |
| ---- | ----------------------- | --------- |
| 2016 | Trayectoria como Actriz | Ganadora  |